# ایساک دانیلسون
ایساک دانیلسون (به سوئدی: Isak Danielson) یک خواننده سوئدی است که با وجود سن کم، به سرعت جای خود را در دنیای موسیقی باز کرده و طرفداران زیادی پیدا کرده است.

## زندگی
ایساک اوک دانیلسون (Isak Ocke Danielson) خواننده و ترانه‌سرای سوئدی متولد ۲۷ اوت ۱۹۹۷ در هواس واقع در جنوب شهر گوتنبرگ سوئد است. پدرش، مانس دانیلسون، یکی از بنیان‌گذاران شرکت پخش آنلاین غذایی Mat است. خانواده دانیلسون از سال ۲۰۰۸ تا ۲۰۱۰ در لندن زندگی کردند که در همین دو سال ایساک به مدرسه هنرهای نمایشی Tring Park رفت و در رشته تئاتر و خوانندگی آموزش دید. به گفته خودش او در این مدرسه خوانندگی کلاسیک و استفاده از دیافراگم را یادگرفته و این دوره باعث شده صدای او تکامل پیدا کرده و خواننده بهتری شود. او در حال حاضر مشغول به تحصیل در دانشگاه گوتنبرگ است.
ایساک دانیلسون علاقه زیادی به موسیقی جاز، خواندن آهنگ‌های غمگین و ساخت آهنگ بر روی پیانو دارد.

## حرفه
اولین توجه عمومی به او در سال ۲۰۱۲ در برنامه ایکس فاکتور سوئد (The X Factor Sweden) که مسابقه استعدادیابی در زمینه موسیقی است بود. او در این مسابقه پس ده راند مقام سوم را کسب کرد. او در این برنامه آهنگ‌هایی از گوتیه (Gotye)، رونان کیتینگ (Ronan Keating)، دیوید گتا و سیا (David Guetta & Sia) و ادل (Adele) اجرا کرد.
در سال ۲۰۱۳ به برنامه تین هوت (Teen Hoot) در لندن، که برنامه‌ای برای معرفی بهترین هنرمندان جوانی که به تازگی پا به عرصه موسیقی گذاشته‌اند است، دعوت شد که گامی دیگر برای پیشرفت او در دنیای موسیقی شد.
دو سال پس از اولین حضور عمومی خود، ایساک دانیلسون تک‌آهنگی به نام Long Live This Love را در سوم ژانویه ۲۰۱۴ منتشر کرد. البته پیش از انتشار رسمی آن، این آهنگ را در یوتیوب آپلود کرده بود که با استقبال خوبی مواجه شد. بلافاصله پس از آن تک‌آهنگی به نام چیزی بگو (Say Something) را نیز منتشر کرد. در سال ۲۰۱۵ او اولین آهنگ از آلبوم چندآهنگه خود را با نام Falling Into You منتشر کرد و کمی بعد اولین آلبوم چندآهنگه (EP) خود را به نام جلد اول (Volume One) منتشر کرد که بسیاری این آلبوم ۶ آهنگه را ستودند و از دانیلسون به عنوان یکی از بهترین خواننده‌های پاپ حوزه اسکاندیناوی یاد کردند. ایساک دومین آلبوم ای‌پی خود را یک سال بعد با نام جلد دوم (Volume Two) پس از انتشار تک‌آهنگی به نام به‌خاطر بسپار (Remember) منتشر کرد.
در آوریل سال ۲۰۱۷ آهنگ پایان (Ending) از دانیلسون در یکی از طراحی‌های رقص مدی زیگلر (Maddie Ziegler) رقصنده مشهور آمریکایی استفاده شد و در سپتامبر همان سال در مسابقه رقص So You Think You Can Dance پخش شد. این آهنگ همچنین در سریال آمریکایی شنل و خنجر (Cloak & Dagger) نیز پخش شد که تمامی این‌ها موجب شهرت هرچه بیشتر آهنگ در سطح جهانی شده و دانیلسون طرفداران بسیار بیشتری پیدا کرد.
پیش از انتشار اولین آلبوم استودیویی‌اش، دانیلسون چند تک‌آهنگ با نام‌های شکسته (Broken)، همیشه (Always) و منتظر خواهد ماند (I’ll Be Waiting) را منتشر کرد. اولین آلبوم استودیویی ایساک دانیلسون با نام مال تو (Yours) در تاریخ ۱۹ اکتبر ۲۰۱۸ منتشر شد که به رتبه ۲۷ چارت آهنگ‌های سوئد دست یافت.
سومین آلبوم چند آهنگه دانیلسون با نام دویدن به سمت تو (Run to You) در سال ۲۰۱۹ منتشر شد. دومین آلبوم استودیویی او با نام یادت نرود که یادم کنی (Remember to Remember Me) آوریل امسال (۲۰۲۰) منتشر شد. سه آهنگ Light Up و Silence و Religion دربارهٔ تجربه شخصی خود دانیلسون دربارهٔ اضطراب است و به گفته خود او هیچ‌کس نباید در رابطه با اضطراب احساس تنهایی کند. به گفته منتقدان این آلبوم بسیار احساسی و غمگین است به گونه‌ای که آدم فراموش می‌کند نفس بکشد.